# Беркут, Леонид Николаевич
Леонид Николаевич Беркут (2 (15) июня 1879, Киев — 12 февраля 1940, там же) — российский и украинский историк-медиевист и педагог, профессор, доктор наук.

## Биография
Выпускник историко-филологического факультета Киевского университета (1901). Был оставлен в университете для приготовления к профессорскому званию.
В 1907—1909 годах находился в научной командировке в Германии и Франции, где изучал западноевропейскую средневековую историю, палеографию и право.
В 1909—1917 годах — доцент, позже профессор Варшавского университета. В 1913 году принимал участие в III Международном историческом конгрессе в Лондоне как представитель Варшавского университета.
В 1918—1922 годах — профессор эвакуированного из Варшавы Донского университета в Ростове-на-Дону.
Одновременно в 1910—1920 годах преподавал историю на высших женских курсах в Варшаве и Ростове-на-Дону.
С 1922 года — профессор Киевского института народного образования, затем — Киевского университета.
Доктор истории европейской культуры с 1928 года.
Умер в 1940 году. Похоронен в Киеве на Лукьяновском кладбище.

## Научная деятельность
Специалист в области западноевропейского средневековья и западноевропейской историографии, методологии истории.
Автор около 30 монографий.

## Избранные труды
- Введение в историю средних веков. — Варшава, 1911;
- История немецких городов в средние века. — Варшава, 1911;
- Йоркские трактаты как источник для характеристики английских церковно-политических идей в эпоху до конкордата 1107 г. — Варшава, 1911;
- Борьба за инвеституру во время императора Генриха V. — Т.1. До папской «привилегии инвеституры» 13 апреля 1111 г. включительно. — Варшава, 1914;
- Про основні елементи в походженні феодальної системи // Записки КІНО. — Кн.2. — К., 1927;
- Етюди з джерелознавства середньої історії. Період утворення і консолідації національних держав на романо-германському заході. — Київ, 1928;
- Про долю Каролінзької історіографії 20-40-х років ХІ віку. — К., 1928;
- Буржуазні концепції і марксо-ленінове розуміння так званих середніх віків (Маркс-Енгельс-Ленін про феодальну суспільно-економічну формацію) // Україна. — 1932. — Кн.1-2.